# Myzeqe
Myzeqe är ett namn på en region bestående av slätter i Albanien. Den ligger i den centrala delen av landet, 50 km söder om huvudstaden Tirana.
Trakten runt Myzeqe består till största delen av jordbruksmark. Runt Myzeqe är det ganska tätbefolkat, med 248 invånare per kvadratkilometer.